# Pseudojanira stenetrioides
Pseudojanira stenetrioides är en kräftdjursart som beskrevs av Barnard 1925. Pseudojanira stenetrioides ingår i släktet Pseudojanira och familjen Pseudojaniridae. Inga underarter finns listade i Catalogue of Life.